# 高野慎平
高野 慎平（たかの しんぺい、1984年8月4日 - ）は、日本の声優、舞台俳優。埼玉県出身。

## 人物
神谷明の教え子であり、ふれ愛ファミリーコンサートの仲間で、日本工学院で神谷のサポート役を務めている。以前は冴羽商事に所属していた。

## 出演
太字はメインキャラクター。

### テレビアニメ
- ぼのぼの（2016年 - 、アライグマくん、ゴンゾ 他）
- 夏目友人帳 伍（2016年、角のある妖怪、毛むくじゃらの妖怪、祓い屋、遠縁のおじさん）
- 夏目友人帳 陸（2017年、窓の外の妖怪、角のある妖怪、祓い屋）

### 劇場アニメ
- 劇場版シティーハンター 〈新宿プライベート・アイズ〉（2019年、私服警官）

### ドラマCD
- 銀河ロイドコスモX ヒーロークロスライン版（レイズマン / 鳴神是路）

### 映画
- 劇場版 仮面ライダーディケイド オールライダー対大ショッカー（ショッカー）

### コンサート・舞台
- 「神谷明・ふれ愛ファミリーコンサート」2005年 -
- 劇団ヘロヘロQカムパニー「女ドラゴンさやかスーパーヒーロー大集合」（バッキュラ星人）
- 劇団ヘロヘロQカムパニー「八つ墓村」（川瀬刑事）
- 「動漫高雄〜アニメと漫画in高雄」（台湾・高雄ドーム）出演
- 「ぺこりんズ☆うたって！踊って！ワクワクコンサート」 2012年 -
- 「つきいちファミリーコンサート」
- 埼玉会館ホール ファミリーコンサート東京アーティスツ合奏団
- 熊谷会館ホール ファミリーコンサート東京アーティスツ合奏団
- 群馬県ちぐさ幼稚園 神谷 明ふれ愛ファミリーコンサート
- 富山絵本ランド ぺこりんズ♪ファミリーコンサート
- イオンモール春日部 ぺこりんズ♪ファミリーコンサート
- 吉祥寺アニメワンダーランド
- 練馬アニメカーニバル2013
- ふくしまドリームクリスマス 福島県文化センター
- 伊勢丹相模原店 親子で楽しむコンサート
- イオンモール幕張新都心 イクフェス2015

### ナレーション
- 東京ドームシティTVCM
  - 獣電戦隊キョウリュウジャーヒーローショー
  - 新ヒーロー特別プレミア発表会
  - プリ・キバ・ゴー夏のキャラクター祭
  - 親子で学ぶ昆虫の森
- 歴代戦隊ヒーロー玩具シリーズTVCM「らくがきんちょ」
- バルトの楽園 DVD メイキング映像